# Sarcophila rasnitzyni
Sarcophila rasnitzyni är en tvåvingeart som beskrevs av Boris Borisovitsch Rohdendorf och Yu. G. Verves 1985. Sarcophila rasnitzyni ingår i släktet Sarcophila och familjen köttflugor.
Artens utbredningsområde är Mongoliet. Inga underarter finns listade i Catalogue of Life.